# Stalag (zespół muzyczny)
Stalag – polski zespół muzyczny grający muzykę głównie w nurcie street punk / oi! oraz Rock Against Communism, choć w ich stylistyce wyraźnie dostrzegalne są także i inne nurty muzyczne. Pomysł założenia zespołu powstał w 2005 r. jednak w pełni swoją działalność rozwinął po reaktywacji w 2012 r. Formacja wydała dwa albumy muzyczne, w 2014 r. i 2016 r. Jej utwory zamieszczane były także na składankach muzycznych wydawanych w Polsce i na Węgrzech. Zespół również koncertował. Uczestniczył między innymi w festiwalu „Orle Gniazdo”, w festiwalu „Ku Niepodległej” oraz w cyklicznej imprezie „Night of Terror”.

## Historia
Zespół muzyczny Stalag został założony w Polsce, na Górnym Śląsku, w zasadzie już na jesieni 2005 r., kiedy pojawiła się pierwsza idea powołania grupy muzycznej i wspólnego grania. Pomysł wyszedł od wokalisty o pseudonimie artystycznym Pysiek, a drugą osobą rozkręcającą projekt był Adam, który planował grę na perkusji. Obaj panowie nie zwracali przy tym uwagi na fakt braku własnych umiejętności muzycznych oraz braku pozostałych muzyków, którzy mogli by grać na gitarach. Działania w tym zakresie przerwało powołanie ich do odbycia zasadniczej służby wojskowej. Po powrocie do cywila, plany dotyczące zespołu były nadal snute, ale kończyło się to w zasadzie niczym, poza imprezami i libacjami suto zakrapianymi alkoholem. W 2007 r. zespół poszerzony o basistkę rozpoczął próby, ale skończyło się to na jednej sesji, na której zagrali utwory – covery – zespołu Honor i Skrewdriver, po czym działalność skończyła się, a obaj muzycy dołączyli do grupy Dewastators, w której działali przez pewien czas, ale i ten projekt padł. Próba reaktywacji Dewastators przez czterech muzyków zakończyła się fiaskiem, a markę przejął inny z muzyków. Wówczas Pysik, Adam i gitarzysta Paweł powrócili do projektu muzycznego Stalag.
Tym razem grupa rozpoczęła próby na poważnie, a do składu dołączył drugi gitarzysta Kuba. Praca zespołu układała się dobrze i kapela nagrała cover do tribute albumu, a w listopadzie 2012 r. weszła do studia nagraniowego, gdzie powstały nagrania pierwszych czterech utworów zespołu. Na bazie tego materiału powstało demo. Jednak po pewnym konflikcie z grania w zespole rezygnuje Adam. Kuba, który w tym czasie należał także do bliżej niesprecyzowanego zespołu black metalowego, zaprosił Igora, który w tej formacji grał na perkusji i w ten sposób nowy skład Stalagu został skompletowany, a kapela rozpoczęła prace nad materiałem do pełnego albumu muzycznego.
Ponownie do studnia nagraniowego zespół wszedł na przełomie 2013 r. i 2014 r., w Katowicach, Surów Studio. Dzięki temu w 2014 r. ukazał się pierwszy, debiutancki album Stalagu, pod tytułem „Muzyka w teorii hałas w praktyce”, którego wydawcą był Nasz Sklep. W dwa lata później wydany został, przez wytwórnię muzyczną Strong Survive Records, drugi album formacji, zatytułowany „II”. Część utworów zespołu trafiła także na wydawane w Polsce oraz na Węgrzech albumy kompilacyjne.

## Festiwale i koncerty
Stalag trzykrotnie wystąpił na festiwalu „Orle Gniazdo”. Brał bowiem udział już w I jego edycji w 2013 r., a jego występ miał miejsce w 3 dniu imprezy (tj. 30.06.2013 r.) obok formacji Nordica. Kolejny raz podczas tego wydarzenia Stalag miał okazję zaprezentować się w 2015 r., kiedy to odbyła się III edycja festiwalu. Zespół wystąpił wówczas drugiego dnia (tj. 11.07.2015 r.) obok wielu innych kapel. Już rok później – w 2016 r. – odbyła się edycja IV Orlego Gniazda, a Stalag wystąpił w pierwszym dniu imprezy (tj. 15.07.2016 r.), także z kilkoma innymi wykonawcami. Z tego też względu jego utwory znalazły się na dwóch albumach kompilacyjnych jego poświęconych – „Festiwal Orle Gniazdo Vol. 1” z 2014 r. oraz „Festiwal Orle Gniazdo – Wydanie jubileuszowe” z 2017 r..
Pośród innych imprez muzycznych o charakterze tożsamościowym, patriotycznym, ku czci polskich bohaterów narodowych, rocznicowych, w których grupa uczestniczyła, można wymienić między innymi festiwal muzyczny „Ku Niepodległej”, edycja 5, organizowany w Warszawie. Stalag uczestniczył w edycji z 2014 r., która była dwudniowym festiwalem obywającym się w dniach do 9 do 10 listopada 2014 r., w klubie Metal Cave. Pozostali wykonawcy, którzy brali udział w tym wydarzeniu to: Fehér Törvény (Węgry), Lemovice (Francja), Irydion, Warholy, Nordica, SPS, All Bandits, zespół - niespodzianka (brak informacji jaki). Kolejny jego występ w ramach tej serii imprez miał miejsce w 2017 r. Ta edycja była jednodniowym wydarzeniem. Obyła się w dniu 1.11.2017 r., a oprócz Stalagu wystąpili także Bujak, Code 291 (Szwecja), Legion Twierdzy Wrocław, Nessun Pentimento, Odwet, Omerta, Nordica.
Przykładowe koncerty i wykonawcy muzyczni, z którymi Stalag miał okazję występować na jednej scenie:
- 2014-02-01: Katowice, Pub Korba, „Night of Terror” edycja 11, pozostali wykonawcy – Exhalation, Dysphoria, Brüdny Skürwiel, Kurhan[5]
- 2014-06-28: Katowice, Pub Korba, „Night of Terror” edycja 14, pozostali wykonawcy – Aragon, Brüdny Skürwiel, Spatial, Bullet Rage[28]
- 2015-05-23: Katowice, Pub Korba, „Night of Terror” edycja 20 (jubileusz), pozostali wykonawcy – Cień, Hate Them All, Bottlekopf, Mayzel, Cactus Carnage[29]
- 2016-05-28[a]: Lublin, koncert charytatywny dla Gniewka, wystąpili także: The Gits, Nordica, Obłęd[30][31]
- 2024-11-16: Lublin, New Vegas – Scena Graffiti, , pozostali wykonawcy – Revalers (Estonia), Irreductibles (Hiszpania), The Gits, Sage Orange, Słowiańskie Odrodzenie[32][33]

Stalag występował także w muzycznej części szerszego wydarzenia jakim jest impreza survivalowa orgaznizowans przez stowarzyszenie „Duma i Nowoczesność” pod hasłem „Przetrwać by zwyciężyć”. Oprócz sportowej części wydarzenia są tam także działania rekreacyjne i kulturalne, częściowo ukierunkowane na patriotyzm i historię Polski. Nie brakuje także części związanej z muzyką i śpiewem.

## Skład i powiązania

### Członkowie zespołu
Członkowie zespołu z różnych momentów czasu, ich funkcja i instrument muzyczny:
- Adam: perkusista (perkusja)[2]
- Igor: perkusista (perkusja)[2]
- Kuba: gitarzysta (gitara)[2][35][36] – Mecenas[36]
- Miłosz: basista (gitara basowa), gitarzysta (gitara)[37] – Miły[4]
- Paweł: gitarzysta (gitara)[2][35][38] – Pawełek[4][38]
- Pysiek: wokal[2] – Rysiek[39].

### Składy
Składy zespołu z określonych momentów czasu:
- założenie zespołu: Adam, Pysiek[2]
- 2007 r. (próba): Adam, Pysiek, basistka (brak innych danych)[2]
- 2012 r.: Adam, Kuba, Paweł, Pysiek[2]
- 2012 r. / 2013 r.: Igor, Kuba, Paweł, Pysiek[2]
- 2013 r. / 2014 r. („Muzyka ulicy muzyka dla mas vol. 3”): Adam, Kuba, Paweł, Pysiek, Grzybu (gościnnie jako basista)[40]
- 2013 r. / 2014 r. („Świeża Krew Volume 2”): Kuba (Mecenas), Miłosz (Miły), Paweł, Pysiek (brak informacji o perkusiście)[4]
- 2013 r. / 2014 r. – 2016 r. („Muzyka w teorii hałas w praktyce”, „II”, „Muzyka ulicy muzyka dla mas vol. 4”): Igor, Kuba, Miłosz, Paweł, Pysiek[37][41].

### Powiązania
Najsilniejsze powiązania personalne zespół Stalag ma z oi!'ową formacją Dewastators, którą przez pewien okres czasu współtworzyli Pysiek i Adam. Byli jej członkami od 2007 r. oraz podczas nieudanej próby jej reaktywacji w 2012 r.. Z innych tego typu powiązań można wspomnieć fakt, że Igor i Kuba grali w zespole black metalowym, którego nazwy jednak niewymieniono.
Przy nagraniach do albumu „Muzyka w teorii hałas w praktyce” z zespołem gościnnie na wokalu w pojedynczych utworach wystąpili Maroos i Pirania (Piotr Lehki, znany między innymi z zespołów All Bandits i Prawy Prosty)
Przy okazji wydania debiutanckiego albumu „Muzyka w teorii hałas w praktyce” grupa we wkładce złożyła podziękowania zaprzyjaźnionym osobom i kapelom. Jeśli chodzi o zespoły muzyczne to wymieniają tam następujące formacje: Prawy Prosty, Offence, Nordica, Arma Christi, Tormentia, Pozytywka.

## Twórczość i muzyka
Twórczość muzyczna zespołu Stalag jest dość złożona, gdyż operuje w stylistyce różnych nurtów muzycznych, choć wszystkie one wywodzą się z gatunku muzycznego jakim jest rock. Nie budzi wątpliwości, że wpisuje się ta twórczość w nurt – ruch w muzyce – określany mianem Rock Against Communism. A pośród nurtów muzyki rockowej, które wybrzmiewają w kompozycjach opracowanych i prezentowanych przez zespół wymienia się takie jak punk rock, oi!, hardcore punk, metal, metalcore, black metal.

## Nazwa i logo
Nazwa własna zespołu – Stalag – została wymyślona przez założyciela kapeli Pyśka, który podczas odbywania zasadniczej służby wojskowej w rejonie Żagania, spotkał się z takim określeniem stosowanym przez żołnierzy w odniesieniu do pobliskiego poligonu wojskowego, na którym odbywały się ćwiczenia. A określenie to było odzwierciedleniem faktu, że w czasie II wojny światowej, rzeczywiście był tam urządzony i funkcjonował stalag. Pyśkowi nazwa ta się spodobała, a drugi z założycieli formacji – Adam – ją zaakceptował i tak już zostało.
Logo zespołu to napis zawierający nazwę zespołu – słowo „Stalag” – zapisane z użyciem kapitalików, stylizowany w sposób sprawiający, że jest ono trudne do odczytania, a w którym trzecia litera „A” dodatkowo została tak narysowana, że przypomina wyglądem wieżę wyciągową z kopalni. Istnieje wersja białego napisu na czarnym tle, oraz napisu z czarnymi obwiedniami liter oraz wypełnieniem niektórych pól w napisie z zastosowaniem barwy czarnej i pozostałych w barwie białej, a całość na tle barwy białej.

## Dyskografia

### Dyskografia zespołu
Albumy muzyczne zespołu Stalag:
- „Demo 2012”: 2012 r., demo[5][6]
- „Muzyka w teorii hałas w praktyce”: rok wydania – 2014 r., wydawca – Nasz Sklep (identyfikator albumu – 002), nośnik danych – jedna płyta kompaktowa[3][7][8]
- „II”: rok wydania – 2016 r., wydawca – Strong Survive Records (identyfikator albumu – SSR 112), nośnik danych – jedna płyta kompaktowa[9][10].

### Składanki
Składanki, kompilacje, w ramach których zamieszczono minimum jeden utwór muzyczny zespołu Stalag:
- „Muzyka ulicy muzyka dla mas vol. 3”: rok wydania – 2014 r., wydawca – Olifant Records (identyfikator albumu – 058), nośnik danych – jedna płyta kompaktowa, utwór numer 8 – „Technokultura”, cover utworu zespołu Awantura[50][51][52]
- „Festiwal Orle Gniazdo Vol. 1”: rok wydania – 2014 r., Not On Label, nośnik danych – jedna płyta kompaktowa, utwór numer 12 – „Szósta rano”[21][53]
- „Świeża Krew Volume 2”: rok wydania – 2014 r., wydawca – Olifant Records (identyfikator albumu – 078), nośnik danych – dwie płyty kompaktowe, utwory zamieszczone na CD2, pozycje od 2-19 do 2-22, tytuły – „Szósta rano”, „Frajer”, „Nienawidzę socjalizmu”, „III RP”[54][55][56]
- „Muzyka ulicy muzyka dla mas vol. 4”: rok wydania – 2016 r.[57], wydawca – Olifant Records, utwory „Winyl dla mas” i „Królowie balu”[58][59]:
  - nośnik danych – jedna płyta kompaktowa (identyfikator albumu – 079 / OR-CD 079), utwory numer 18 i 19[58]
  - nośnik danych – jedna kaseta magnetofonowa (identyfikator albumu – 063 / MC-063), utwory numer B5 i B6[59][60]
- „Solidarni z górnikami”: rok wydania – 2017 r., wydawca – Nasz Sklep, Gallus Store (identyfikator albumu – NS008 / brak identyfikatora), nośnik danych – jedna płyta kompaktowa[61][62], mp3[62], utwór numer 9 – „Styczeń 2015”[61]
- „Festiwal Orle Gniazdo – Wydanie jubileuszowe”: rok wydania – 2017 r., Not On Label, nośnik danych – jedna płyta kompaktowa, utwór numer 15 – „Opcja Wyp@#$%^&@ć”[22][63]
- „Defend RAC Vol. 1 + Bonus”: rok wydania – 2018 r., Not On Label, nośnik danych – jedna płyta kompaktowa, utwór nr 15 (bonus) – „Męty”[64]
- „Nordic Power Rock And Roll Vol.2”: rok wydania – 2022 r., kraj wydania – Węgry, wydawca – Nordic Sun Records Budapest (identyfikator albumu – NSBP-CD011), nośnik danych – jedna płyta kompaktowa, utwór numer 7 – „Granice absurdu”[65][66].

## Autorstwo i covery
Zespół wykonuje kompozycje własnego autorstwa oraz utwory innych wykonawców muzycznych we własnych aranżacjach. Pośród takich coverów można wymienić między innymi, z albumu „Muzyka w teorii hałas w praktyce”, utwory „Było tylko czterech nas” z repertuaru grupy Siekiera, „War” –  Carnivore, z albumu „II” utwory „Excute Them All” grupy Unleashed, „Lewactwa Kres” – Biała Nienawiść.

## Opinie i kontrowersje
Przeciwnicy sceny Rock Against Communism mocno odkreślają zespół i jego twórczość jako pełne nienawiści. Wskazują przy tym na powiązanie kapeli z muzyczną sceną neonazistowską. Takie opnie są przykładowo prezentowane w związku z koncertem jaki odbył się w dniu 16.11.2024 r., w Lublinie. Na scenie wystąpiło wówczas kilka zespołów, w tym Stalag, oskarżanych o neonazizm i mowę nienawiści, a publiczność według publikacji i fotorelacji między innymi hajlowała oraz nosiła koszulki z emblematami takich organizacji jak Blood & Honour, Club 28. W tym kontekście w jednym z opracowań przeciwników zespołu i całej sceny podaje się jakoby wcześniej nazwa tego zespołu brzmiała Stalag 14, w której to liczba 14 wywodzi się od rasistowskiego sloganu – czternaście słów. Brak jest jednak potwierdzenia tego w jakichkolwiek innych źródłach. Padają także ze strony niektórych środowisk oskarżenia o przynależność do Blood & Honour.
W związku z takimi kontrowersjami Stalag jest jednym z wielu zespołów sceny, które doświadczyły ostrej krytyki i sprzeciwu wobec ich działalności oraz ewentualnym występom. Taka sytuacja miała miejsce w Krakowie w 2016 r. Wówczas to wynajęto Klub Rotunda w celu organizacji koncertu, na którym miały wystąpić następujące zespoły: Nordica, Stalag, Gan i Basti. Oczywiście wówczas „rozpętała się burza”, powodująca, że osoby zarządzające danym miejscem wycofują się z umowy najmu uniemożliwiając zorganizowanie imprezy w danej lokalizacji. W takiej sytuacji organizator zazwyczaj znajduje inne, tymczasowo utajnione miejsce, ujawniane bezpośrednio tyko osobom z zaproszeniami przy pomocy różnych form komunikacji. Należy odnotować, mimo wycofania się z umowy najmu, głos ówczesnej dyrektorki klubu Rotunda – Alicji Chmielewskiej, która stwierdziła, że nie jest jej rolą ocena zgodności z prawem prezentowanej twórczości, a artyści mają prawo do traktowania ich twórczości z większą taryfą ulgową. Jej decyzja podyktowana była koniecznością uniknięcia konfliktów i kojarzenia placówki z rozgrywkami politycznymi, bo nie taki jest cel działalności klubu. Innym zaś przykładem może być planowany w kwietniu 2017 r. koncert pod szyldem „Silesian Pride Festival: Śląska Duma”, w Katowicach, w pubie Pijalnia Piwa Kapsel, w Piotrowicach. Miła wówczas wystąpić Stalag, Warhlack oraz gwiazda wieczoru – Nordica. A oprócz tych zespołów w imprezie miała brać udział Schola Młodzieżowa z parafii Zadole w Katowicach. Szczytną ideą tego wydarzenia była zbiórka charytatywna pod hasłem „Gramy dla MagdaLena Komorowska”, przewidziano zajęcia dla dzieci, dodatkowe zbiórki charytatywne, a patronat nad imprezą objęło kilka organizacji i firm (Duma i Nowoczesność, Stowarzyszenie „Orzeł”, Kierunki, Górnośląskie Stronnictwo Narodowe, Festiwal Orle Gniazdo, sklepy Biały Miś i Gallus Store oraz sponsor generalny – firma BSK Katowice). To jednak było bez znaczenia. Pewne środowiska wszczęły protesty, co skutkowało wycofaniem z imprezy przez księdza odpowiedzialnego z scholę dziecięcego chóru oraz pubu, w którym miało odbyć się wydarzenie, co oczywiście skutkowało odwołaniem całości eventu i zbiórki charytatywnej.